# Rhaphidophora pertusa
Rhaphidophora pertusa är en kallaväxtart som först beskrevs av William Roxburgh, och fick sitt nu gällande namn av Heinrich Wilhelm Schott. Rhaphidophora pertusa ingår i släktet Rhaphidophora och familjen kallaväxter. Inga underarter finns listade.